# Upton, Lincolnshire
Upton är en ort och civil parish i Storbritannien.   Den ligger i grevskapet Lincolnshire och riksdelen England, i den sydöstra delen av landet, 210 km norr om huvudstaden London. Upton ligger 21 meter över havet och antalet invånare är 404.
Terrängen runt Upton är platt. Runt Upton är det ganska tätbefolkat, med 70 invånare per kvadratkilometer. Närmaste större samhälle är Lincoln, 18,9 km sydost om Upton. Trakten runt Upton består till största delen av jordbruksmark.